# Rychlostní silnice H3 (Slovinsko)
Slovinská rychlostní silnice H3 tvoří severní část dálničního okruhu Lublaně. Někdy bývá označována jako Severní obchvat Lublaně (slovinsky Severna obvoznica Ljubljane).

## Stavba
Rychlostní silnice H3 byla stavěna ve dvou etapách. V letech 1981-1983 byl postaven úsek Tomačevo-Koseze, v letech 1995-1998 pak úsek Zadobrova-Tomačevo.

## Navazující komunikace
Silnice propojuje v severní části Lublaně slovinské dálnice A1 a A2. Spolu s nimi tak tvoří souvislý dálniční okruh okolo hlavního města.

Mapa dálničního okruhu Lublaně
(silnice H3 vyznačena zeleně)

## Mimoúrovňové křižovatky
Na trase rychlostní silnice H3 jsou 2 mimoúrovňové křižovatky:
- Zadobrova – na východním okraji Lublaně se rychlostní silnice H3 odděluje od dálnice dálnice A1, která směřuje od Šentilje na hranici s Rakouskem přes Maribor a Lublaň ke slovinskému pobřeží Jaderského moře,
- Koseze – na západním okraji Lublaně se rychlostní silnice H3 napojuje na dálnici A2, která směřuje od Tunelu Karavanky na hranicích s Rakouskem do Obrežje na hranicích s Chorvatskem.